# Blechroneromia meridionalis
Blechroneromia meridionalis là một loài bướm đêm trong họ Geometridae.